# Сасык-би
Сас-бий (каракалп. Sas-bey) или Сасик-би (каз. Сасық би) — военный и государственный деятель каракалпаков, позднее Казахского ханства, из рода Кытай.

## Биография
Из-за отсутствия письменных источников о ранних годах жизни Сас-бия мало что известно. Впервые упоминается в 1680 году как правитель каракалпаков. В те времена Каракалпакия вошла в состав Казахского ханства как вассальное государство. По соглашению с казахским ханом Тауке каракалпаки избрали Сасык-бия своим представителем в совете биев, который был утверждён в 1680 году. На тот момент Сасык-бию было уже 85 лет и он был избран старшим бием совета. Кроме его в совет вошли представители народов, противостоявших джунгарской агрессии карлыгаш Толе-би, каздаусты Казыбек-би, Айтеке-би от узбеков, от киргизов Кокым-би и ещё один каракалпак Мухамед-би.
Совет биев был постоянно действующим учреждением. И хотя ему вменялись совещательные права, хан должен был считаться с решениями биев. Судя по тому, что «Жеты Жаргы» составлялось биями, совет биев имел и законодательные функции. В нужных вопросах хан мог рассчитывать на поддержку совета биев.
Сас-бий происходил из кытай в то время как Мухаммед-бий из мангытов (он же отвечал за Курама).